# Jeffrey Long
Jeffrey Long (sinh năm 1954) là một tác giả người Mỹ chuyên nghiên cứu về hiện tượng trải nghiệm cận tử (TNCT). Trong cương vị bác sĩ được đào tạo kỹ lưỡng về mặt nghề nghiệp, Long từng thực tập ung thư bức xạ tại một bệnh viện ở Louisiana. Ông chính là tác giả của cuốn sách nhan đề Evidence of the Afterlife: The Science of Near-Death Experiences (Bằng chứng về thế giới bên kia: Khoa học về trải nghiệm cận tử), lọt vào trong danh sách Sách bán chạy nhất của The New York Times. Năm 1998, ông thành lập Quỹ Nghiên cứu Trải nghiệm cận tử (Near Death Experience Research Foundation, viết tắt NDERF), tổ chức liên quan đến việc ghi chép và nghiên cứu TNCT.

## Tiểu sử
Long tốt nghiệp trường y khoa và bác sĩ nội trú chuyên khoa ung thư bức xạ tại Đại học Iowa. Từ những ngày đầu còn làm việc trong ngành y, ông bắt đầu quan tâm đến TNCT sau khi tình cờ đọc một bài báo trên tạp chí viết về hiện tượng này. Vài năm sau, vợ của một người bạn thân kể cho ông nghe một câu chuyện chi tiết về trải nghiệm cận tử của mình ngay sau khi tim ngừng đập do gây mê. Đang lúc công tác ở Las Vegas, Long chịu ảnh hưởng từ những diễn giả do Raymond Moody, bác sĩ và nhà nghiên cứu TNCT mời đến.
Về sau ông dọn đồ sang Gallup, New Mexico hành nghề y, trước khi đảm nhận công việc mới tại Trung tâm Ung thư Mary Bird Perkins ở Houma, Louisiana vào năm 2009. Năm 1998, Long đứng ra thành lập Quỹ nghiên cứu trải nghiệm cận tử (Near Death Experience Research Foundation, viết tắt NDERF). Tổ chức này duy trì cả một trang web, cũng ra mắt vào năm 1998, và cơ sở dữ liệu của hơn 1.600 trường hợp, đây được coi là bộ sưu tập báo cáo cận tử lớn nhất thế giới. Ngoài ra, ông còn là thành viên ban giám đốc của Trung tâm Tích hợp Trải nghiệm Chuyển đổi Tinh thần Hoa Kỳ (American Center for the Integration of Spiritually Transformative Experiences, viết tắt ACISTE).
Long khẳng định rằng sự an bình và tình yêu thương là hai từ được sử dụng phổ biến nhất bởi chủ thể mô tả những gì họ tin là TNCT. Năm 2014, NDERF cho biết trung bình có 774 TNCT xảy ra mỗi ngày ở nước Mỹ.
Long chính là tác giả cuốn sách bán chạy nhất của New York Times nhan đề Evidence of the Afterlife: The Science of Near-Death Experiences (Bằng chứng về thế giới bên kia: Khoa học về trải nghiệm cận tử). Ông còn góp mặt trên nhiều phương tiện thông tin đại chúng, bao gồm The O'Reilly Factor, NBC Today, ABC (Peter Jennings), Dr. Oz Show, History Channel, Learning Channel, National Geographic và Fox News Houston.
Năm 2009, Long đóng góp nhiều tài liệu cho cuốn The Handbook of Near-death Experiences: Thirty years of Investigation (Sổ tay trải nghiệm cận tử: ba mươi năm điều tra), do Praeger xuất bản. Cuốn sách này là một bản đánh giá phê bình toàn diện về nghiên cứu được thực hiện trong lĩnh vực nghiên cứu cận tử và được giới nghiên cứu coi là một ấn phẩm có liên quan trong lĩnh vực này.

## Ấn phẩm
- Evidence of the Afterlife: The Science of Near-Death Experiences (Bằng chứng về thế giới bên kia: Khoa học về trải nghiệm cận tử)[18]